# 大洪水・脱出パニック死の谷
大洪水・脱出パニック死の谷（だいこうずい・だっしゅつパニックしのたに、原題: A Cry in the Wilderness）は1974年にアメリカで製作されたテレビ映画である。

## 概要
この作品は、アメリカABCのTuesday Movie of the Weekという番組で1974年3月26日に放送されたテレビ映画である。この番組はスピルバーグが監督した「激突」が初めて放送された枠でもある。
日本においては1977年1月1日にテレビ朝日系列の土曜映画劇場において初めて放送された。

## あらすじ
人里離れた荒野に住む家族。ある日、その家族の主人が狂犬病に罹患していたスカンクに噛まれる。狂犬病の症状である狂気に落ちることを恐れて納屋の柱に自分の足を鎖で縛り付けて、どんなことがあっても解かないように家族に警告する。妻が町へ医者を呼びに行くが、様々なトラブルにあって医者を呼ぶことができない。息子が父を監視している間に、父が洪水の兆候を悟り鎖を解くように言うが、息子は最初の警告に従って解かない。洪水の危機が迫る中、家族それぞれは決断を下す。

## キャスト
- ジョージ・ケネディ（サム・ハドリー）
- ジョアンナ・ペティット（デルダ・ハドリー）
- リー・モンゴメリー（英語版）（ガス・ハドリー）

## スタッフ
- 監督：ゴードン・ヘスラー（英語版）
- 製作：ルー・モーハイム（ドイツ語版）
- 原案：ギルバート・ライト
- 脚本：スティーヴン・カーフ、エリノア・カーフ
- 撮影：ハリー・Ｌ・ウルフ（英語版）
- 音楽：ロバート・プリンス（英語版）
- 編集：バド・ホフマン